# Gelbe Tüpfelbaumratte

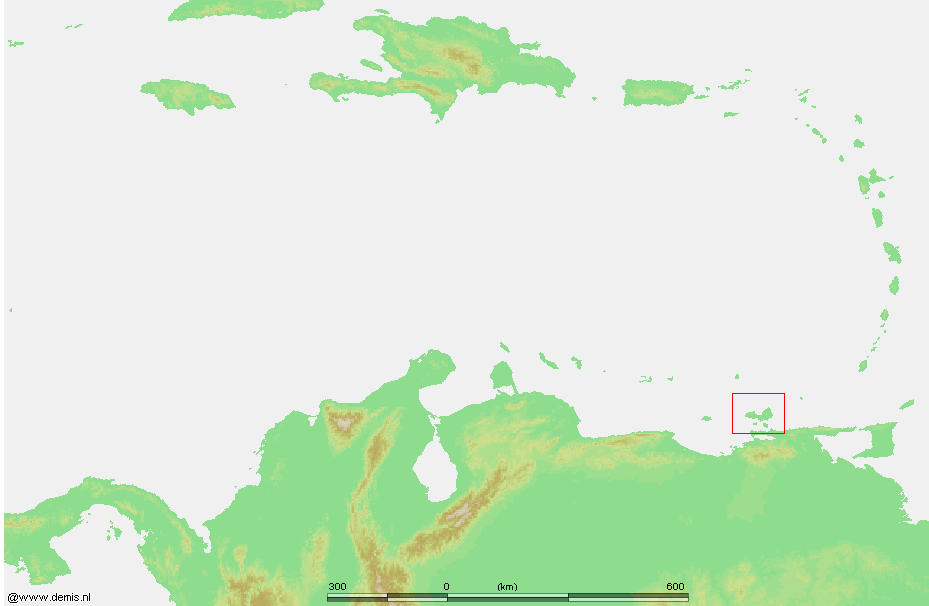
Lage von Isla Margarita nördlich von Venezuela, im roten Kasten

Die Gelbe Tüpfelbaumratte (Pattonomys flavidus) ist ein auf der zu Venezuela zählenden Insel Isla Margarita endemisches Nagetier in der Familie der Stachelratten. Die Population zählte noch bis Anfang der 2000er Jahre als Synonym der Kolumbien-Tüpfelbaumratte (Pattonomys semivillosus), die ihrerseits der Gattung Kammstachelratten (Echimys) zugeordnet wurde.

## Merkmale
Dieses Nagetier hat eine ockerfarbene Unterwolle, gelbe bis ockerfarbene borstige Deckhaare, die durch verstreute schwarze Abschnitte ein gesprenkeltes Aussehen erzeugen und dunkle Stacheln mit weißen Spitzen. Letztere kommen am Hinterteil gehäuft vor. Unterseits ist gelbbraunes Fell vorhanden, während Kopf und Hals eher grau sind. An einem Museumsexemplar war der Kopf stark beschädigt, doch es konnten hellgraue Flecken hinter den Ohren erkannt werden. Vermutlich ist die Art mit der Carriker-Tüpfelbaumratte (Pattonomys carrikeri) am engsten verwandt.

## Verbreitung und Lebensweise
Isla Margarita besteht aus zwei Teilen, die durch einen schmalen Landstreifen verbunden sind. Dabei ist der westliche Teil gebirgig. Die Lagune in der Mitte ist als Nationalpark ausgewiesen. An den Küsten befinden sich mehrere Mangrovenwälder. Entlang der Gewässer ziehen sich Galeriewälder.
Zwei Tiere wurden in Baumhöhlen gefangen. Zum Verhalten der Art gibt es keine weiteren Angaben.

## Gefährdung
Der Holotyp aus dem frühen 20. Jahrhundert und zwei Exemplare aus den 1990er Jahren sind die einzigen bekannten Funde.
Die Galeriewälder sind durch Abholzung bedroht. Falls sich das Nagetier dort aufhält, wird es mit beeinträchtigt. Zur Größe der Population gibt es keine Informationen. Die IUCN listet die Gelbe Tüpfelbaumratte mit unzureichende Datenlage (data deficient).